# Comté de Traill
Pour les articles homonymes, voir Traill.
Le comté de Traill est un des 53 comtés du Dakota du Nord, aux États-Unis. Son siège est la ville de  Hillsboro et la plus grande ville est Mayville.

## Démographie
| 1880  | 1890   | 1900   | 1910   | 1920   | 1930   |
| ----- | ------ | ------ | ------ | ------ | ------ |
| 4 123 | 10 217 | 13 107 | 12 545 | 12 210 | 12 600 |

| 1940   | 1950   | 1960   | 1970  | 1980  | 1990  |
| ------ | ------ | ------ | ----- | ----- | ----- |
| 12 300 | 11 359 | 10 583 | 9 571 | 9 624 | 8 752 |

| 2000  | 2010  | - | - | - | - |
| ----- | ----- | - | - | - | - |
| 8 477 | 8 121 | - | - | - | - |